# 카이쉬안역
카이쉬안 역은 가오슝 첩운 홍선의 1역이다.

## 역 구조

### 승강장
| 지면     | 출입구                            | 출입구                                           |
| 지하 1층 | 승강장                            | 출입구                                           |
| 지하 1층 | 승강장                            | 화장실                                           |
| 지하 2층 | 1호 플랫폼                        | ←가오슝 첩운 홍선 샤오강방면（첸전 공등학교 역） |
| 지하 2층 | 플랫폼，문의 왼쪽 / 오른쪽 열린다 |                                                  |
| 지하 2층 | 2호 플랫폼                        | 가오슝 첩운 홍선 남강산방면（시찌아 역）→        |

## 역 출입구
역의 남쪽 끝에 위치한 출입구1,2，역의 북쪽 끝에 위치한 출입구3，접근성엘리베이터에 위치한 출입구1이다.
- 출입구1：사회부 접근 홈
- 출입구2：가오슝 세계 무역 센터，가오슝 진쫜 야시장，가오슝 카이쉬안 야시장
- 출입구3：드림몰